# Pride of Hull
Die Pride of Hull (deutsch: „Stolz Hulls“) ist eine auf den Bahamas registrierte RoPax-Fähre für Passagiere und Güter, die für P&O Ferries mit ihrem Schwesterschiff Pride of Rotterdam die 378 km (204 Seemeilen) lange Verbindung Kingston upon Hull–Rotterdam bedient.

## Beschreibung
Die Pride of Hull ist etwa 215,5 Meter lang, 31,9 Meter breit und hat einen maximalen Tiefgang von circa 6 Metern.
Sie wird von vier Wärtsilä-9L46C-Dieselmotoren mit einer Gesamtleistung von 37.800 kW angetrieben. Diese können sie auf 22 Knoten (etwa 41 km/h) Höchstgeschwindigkeit beschleunigen.
Die Pride of Hull kann bis zu 1.360 Passagiere transportieren. Sie besitzt 3.300 laufende Lademeter, kann 250 Pkw und höchstens 400 Lkw-Auflieger aufnehmen.
Autos und Motorräder befahren das Schiff über eine seitliche Rampe und werden vom Güterbereich getrennt verstaut. Lkw und Container gelangen über das Heck in einen separaten Ladebereich.

## Geschichte
Die Kiellegung fand am 1. März 1999 statt. Das Schiff wurde unter der Baunummer 6066 gebaut. Ursprünglich sollte das Schiff Pride of Rotterdam heißen, der Name wurde aber noch vor dem Stapellauf am 11. April 2001 in Pride of Hull geändert. Die Pride of Hull wurde am 16. November 2001 in Venedig, Italien, an die Reederei P&O North Sea Ferries übergeben. Sie wurde am 30. November 2001 von Cherie Blair in Hull getauft und trat am 2. Dezember 2001 ihren Dienst auf der Strecke Kingston upon Hull–Rotterdam an.
Der Eigner der Pride of Hull ist P&O Ferries, verwaltet und betrieben wird sie durch deren Tochterunternehmen P&O North Sea Ferries. Klassifiziert ist sie durch Lloyd’s Register of Shipping.  Das Schiff besitzt eine Bruttovermessung von 59.925 BRZ und eine Tragfähigkeit von 8.850 Tonnen. Der Heimathafen des Schiffes mit dem Rufzeichen C6ZQ4 ist Nassau.
Da die Pride of Hull und ihre Schwester Pride of Rotterdam zu breit für eine Passage der Schleuse in Hull sind, wurde durch Associated British Ports ein neues Terminal nur für diese zwei Fähren am Humber gebaut. Der Bau des P&O-Fährterminals kostete etwa 14,3 Millionen Euro.
Am 10. Dezember 2008 brach an Bord der Pride of Hull während des Anlegemanövers in Hull im Maschinenraum ein Feuer aus, das jedoch auf Grund seiner geringen Ausbreitung schnell unter Kontrolle gebracht werden konnte.

## Besonderheiten
Mit ihren Ausmaßen und Transportkapazitäten waren die Pride of Hull und die baugleiche Pride of Rotterdam von 2001 bis 2004 die größten RoRo-Fähren der Welt. Im Jahr 2004 fiel dieser Titel an die norwegische Color Fantasy.